# Polda 1
Polda 1 (plným názvem Polda, aneb s poctivostí nejdřív pojdeš) je česká videohra z roku 1998 a první díl populární herní série Polda. Jedná se o první českou profesionálně dabovanou hru. Tuto hru vytvořili autoři pod značkou SleepTeam, dabing a distribuci zařídil Zima Software (autoři dalších dílů).
Původně hra vyšla pro MS-DOS a Windows 95/98. Upravená verze pro Windows XP byla v roce 2005 uvolněná jako freeware. Nová verze, která disponuje navíc anglickými titulky vyšla roku 2018 pro mobilní systémy Android a iOS, pro platformu Steam vyšla v březnu 2024.

## Zpracování
Polda 1 používá 2D kreslenou grafiku v SVGA naprogramovanou v MS-DOSu. Hra se vyznačuje typickým českým humorem a obsahuje 35 lokací a 45 interaktivních postav. Scénář a grafiku vytvořil Jaroslav Wagner, Radek Matějka se postaral o většinu programování, Lubor Kopecký dodal hudbu, producentem byl Martin Zima a výrobní ředitel Radek Smíšek. Nadabovali ji herci Luděk Sobota, Petr Nárožný, Jiří Lábus, Pavel Pípal, Petra Hanžlíková a Petr Gelnar. 

## Příběh
Intro
Děj celé hry je rozdělený na tři dny. Ve vesnici Lupany jsou večer před prvním dnem uneseny dvě osoby, hostinský Jan Kostřáb a jeho sestra Marie. Ta přichází za bratrem po zavírací době a venku ho upozorní, že má pocit, jako by ji někdo sledoval. Jan ji uklidní a chvíli poté co odejdou, se zdálky ozve mužský a ženský výkřik. O celé události je natočena reportáž v televizi, která ukazuje i fotografii místního policisty Pankráce, který je pověřený vyšetřováním.
První den
Ten se ráno probouzí s příšernou bolestí břicha. Sám si diagnostikuje přejedení kotletkami na hrášku, které mu včera uvařila jeho babička, která ve vedlejším pokoji neúnavně plete. Pankrác se na policejní stanici snaží marně získat dokumenty k případu. Tamní úředník včerejší reportáž v televizi neviděl a protože náčelník stanice leží doma nemocný, nechce mu dokumenty předat. Pankrác tak musí nejdříve získat potvrzení, že je opravdu pověřený vyšetřováním. 
Zdá se to jako nelehký úkol. Pankrác jede zpět ke svému domu a snaží se ze souseda vylákat telefon. Ten ho nechce pustit dovnitř, nemají totiž s Pankrácem nejlepší vztahy. Polda měl nedávno „menší incident“ se sousedovou ženou:
Soused: "...Nejdřív jí ustřelíte půlku kebule a teď čekáte, že z vás bude na větvi, když se přijdete na tu druhou půlku podívat?"
Nakonec mu soused navrhne, že telefon vystrčí před vchodové dveře odměnou za to, že mu nebude Polda neustále strkat sirky do zvonku. Polda si nasadí kolíček na nos, imituje náčelníkův hlas a úředníkovi na policejní stanici dává rozkaz předat mu vše potřebné. Ze získané dokumentace zjišťuje, že posledním svědkem, který viděl živého hostinského je nahluchlý důchodce Šmejkal. I tady se Pankrác nesetkává s jednoduchou situací. Výslech je blokovaný důchodcovo ženou, která Pankráce nechce pustit dovnitř, protože si myslí, že chce důchodce vylákat do hospody. 
Pankrác si všimne prázdné krabice a lahve u popelnice před důchodcovo domem a když se je pokusí sebrat, zabrání mu v tom bezdomovec spící přímo v ní. Po nelehké výměně názorů dojde Poldovi trpělivost a pohrozí bezdomovci revolverem. Nešťastnou náhodou vyjde výstřel a popelnice se i s postřeleným bezdomovcem zavře. Pankrác směruje na policejní stanici, kde nechává popelnici vyvézt a může tak s čistým svědomím sebrat krabici a lahev.
Aby se dostal do domu za svědkem, musí se nějak dostat nahoru do okna a vymýšlí poněkud krkolomné řešení. Na policejní stanici z trezoru získává botičku, tu nasadí před reklamní agenturou na zaparkované auto, od jeho majitele získává peníze z neoprávněně udělené pokuty a ve zverimexu kupuje poštovního orla. Ještě před koupí však ohrožuje prodavače revolverem. Před domem svědka vypustí orla s krabicí naplněnou dlažebními kostkami a orel ji donese do okna. Pankrác po krabici vyšplhá za svědkem. 
Svědek Šmejkal je však úplně hluchý, někam mu zapadlo naslouchátko. Pankrác ho nachází v akvárku, ale ryba je zásadně proti vytažení a hryže Pankráce do ruky. Svědek mu poradí, aby ji dal nejdříve nažrat. Polda zamíří opět do zverimexu, ale poslední krmení prodavač věnoval muži, který měl na noze kbelík s betonem. Toho Pankrác dožene u mostu přes potok, kde se dozví, že se muž chce zabít skokem do vody a aby ho ryby nesežraly a neztížili identifikaci, koupil si krmení. Pankrác mu vymluví skočit do mělkého potoka a radši mu doporučí, aby se upálil, že je to dnes v módě. Polda tak získává krmení, ale svědkovo ryba ho vyplivne ven z akvárka. Pankrácovi se zatmí před očima a pomocí revolveru získává z rozstříleného akvárka naslouchátko. 
Svědek Šmejkal: "Chudák Adélka, taková přítulná piraňa to byla. A žena, ta ji měla tolik ráda. Ta z toho snad dostane infarkt. Díky hochu, dobrá práce."
Svědek se však nakonec bojí vypovídat, Pankrácovi říká, že na všechno zapomněl. Ani vyhrožování nepomáhá a Pankrác musí sehnat lahev piva, aby si důchodce vzpomněl. Jenže hospoda je zavřená a hlídaná paranoidní starší ženou v okně. Polda se po menší výměně názorů opět uchyluje ke střelbě a ženská zalézá dovnitř. Jediná cesta k pivu je sklepním oknem, ale Pankrácova velká hlava se do ni nevejde. Nezbývá než jet do zverimexu koupit psa a vycvičit ho aportovat lahve. Aby se však Polda dostal na cvičiště, musí přemluvit zdejšího vojáka, což mu zabere dost času. Nakonec se mu to však podaří, vycvičený pes mu donese ze sklepa lahev piva a výměnou za ni získává od svědka popis pachatele. Ten nechává otisknout v místních novinách a tím končí první den. 
Druhý den
Ráno objevuje Pankrác pod dveřmi noviny a dopis od bači za městem, který v novinách poznal pachatele. Policejnímu autu však došel benzín a on tak musí chodit pěšky. Před sámoškou naráží na sebevraha s kanystrem benzínu, který poslechl Pankrácovu radu a chce se upálit. Polda tak z něj kanystr nemůže vylákat. 
Před policejní stanicí naráží Polda na postřeleného bezdomovce. Dozvídá se, že se chtěl nechat dobrovolně postřelit, aby měl zajištěné stáří a pod sádrou ukrývá kulku, kterou chce využít jako předmět doličný. Polda opět vytahuje revolver a získává od bezdomovce koženou bundu a láhev s lihem. Tu mění za kanystr s benzínem a sebevrah odchází spokojený o kus dál. Díky kanystru získanému od sebevraha doplní benzín do auta a jede za bačou za městem. Tam se od bači dozvídá, že pachatel z popisu mu chodí za slepicemi a krade vajíčka. Polda přes kohouta v kurníku snadno proleze opět jen díky svému revolveru.
Polda Pankrác: "Leží tam v oboře, nožky má nahoře".
Poldu napadne ukrýt do vajíčka sledovací zařízení. Pro jeho získání však má před sebou opět krkolomnou cestu. Nejdříve se z reklamy dozví o nově otevřeném sex shopu v Krásné ulici. Zde si Polda zabouchne klíče a dá se do řeči se dvěma dědečky na lavičce. Ptá se jich, kde najde nově otevřený sex shop a mimo jiné zjišťuje, že jeden ze starců je otec unesených Jana a Marie. Dědek dále zmiňuje, že děti jednou v lese zapomněl a od té doby z toho měli deprese. Po náročném rozhovoru se dozví kudy jít do sex shopu. Ani tehdy však nemá vyhráno, protože před sex shopem stojí problematická mládež a nechtějí ho pustit dovnitř.
Pankáč: "Hele vole, fízl!"
Ani klasické Pankrácovo řešení skrze revolver nezafunguje, oba výrostci na něj vytáhnou pistole. Polda nakonec díky přestrojení i ukradeného acylpyrinu z náčelníkova domu kupuje v sex shopu nejrůznější pomůcky, mezi jinými i erektivní kapky, které naleje doma do své květiny, po které vyšplhá a z horních polic knihovny vezme příručku pro techniky. Tam se dozví jak smontovat sledovací zařízení. Potřebuje k tomu však příruční radar, ke kterému mu může dát povolení pouze náčelník. Ten ho odbývá, tak jde Pankrác za jeho ženou a spojí příjemné s užitečným. Náčelník nakonec poskytuje Pankráci povolení a ten ukrývá sledovací zařízení do vajíčka.
Třetí den
Pankráce probudí pípání radaru, autem dojíždí na místo a ocitá se u perníkové chaloupky. Nemůže se však dostat dovnitř, proto si od bači vypůjčí beránka a jde pěšky k chaloupce. Cestou se však ztratí, proto vylézá na strom, dokud nevidí světlo z chaloupky. Beran se probourá dveřmi do chaloupky, kde Polda u pece poznává svoji babičku a ptá se jí co tam dělá. V cele za babičkou je unesená Marie, díky které se babička přiznává. Před lety její sestru Olgu strčily do pece dvě děti –⁠⁠⁠⁠⁠⁠ Jeníček a Mařenka. Babička se rozhodla pomstít ji a Pankrác nelehko zjišťuje, že Jan Kostřáb a jeho sestra Marie byly oněmi dětmi, kteří Olgu strčili do pece. Pankrác se tak musí vypořádat s babičkou.

## Zajímavosti a odkazy
Celý příběh obsahuje významnou paralelu s pohádkou o Perníkové chaloupce. Tato pohádka je koneckonců přítomná i přímo ve hře, Pankrác nalezne knížku s pohádkou pod postelí. Pohádku ve hře čte Petr Nárožný, je vyprávěna tradičně, pouze na konci je uvedeno, že Jeníček s Mařenkou druhý den ráno vyrazili na policii, kde byl o celé události sepsán protokol. 
Vesnice Lupany, ve které se příběh odehrává, je čistě fiktivní. V dalších dílech se již až na pátý díl neobjevuje. Ve druhém díle se Polda nachází ve městečku Marsyas, ve třetím díle začíná v Praze a ve čtvrtém díle v Paříži. 
Celá hra obsahuje české reálie z 90. let 20. století, ať už se jedná o podobu televizní reportáže, architektury budov a designu interiérů. Také i kulturní odkazy na tuto dobu, například pankáči před sex shopem apod. Pankrác jezdí Škodou Favorit v policejních barvách z konce devadesátých let. Oproti dalším dílům je prostředí realistické, na které pak navazuje třetí díl. Úsměvným detailem je neexistence mobilních telefonů, Pankrác si musí vystačit s pevnou linkou a místo na internetu musí hledat informace pomocí inzerátů na nástěnkách.
Manželka náčelníka Ištoka je v příběhu sestrou Lary Croft, ta se osobně vyskytuje i ve druhém díle.

## Hodnocení
V roce 1999 to byla nejprodávanější počítačová hra v Česku. Hra byla hodnocena časopisem Level 70 %, Score 70 %, GameStar 70 % a Riki 85 %. Čtenáři BonusWebu.cz v roce 2014 zvolili Poldu pátou nejlepší českou hrou vůbec. Pochvalován byl dabing a humor, ale kritizována byla krátkost, nelogičnost Pankrácových kroků vedoucí k vyřešení úkolů a průměrné technické zpracování hry.

## Kompatibilita
Minimální požadavky hry byly PC s CPU Pentium I 75 MHz a 8 MB RAM. Verze pro Windows 95 ani pro Windows XP na počítačích s moderními Windows již nejde spustit, obvykle se tak hraje DOSová verze v emulátoru DOSBox, nebo verze pro Steam.